# Sans titre, par un homme noir blanc de visage
Sans titre, par un homme noir blanc de visage est un recueil d'aphorismes de Xavier Forneret paru en 1838. 

### Éditions modernes
- Xavier Forneret, Œuvres, précédé d’un texte d’André Breton, introduction et bibliographie, par Willy-Paul Romain, Paris, Arcanes, coll. « Humour noir », 1952, 252 p.
- Xavier Forneret, Sans Titre et autres textes, Paris, Éditions Thot, 1978, 234 p.
- Xavier Forneret, Écrits complets : Volume II (1836-1880) – Aphorismes, contes et récits, roman, vie quotidienne, Dijon, Les Presses du réel, 2013, 800 p. (ISBN 978-2-84066-488-8). , édition établie par Bernadette Blandin
- Xavier Forneret, L'homme Noir, aphorismes illustrés et mis en page par Claude Stassart-Springer, Vézelay, Éditions de la Goulotte, 2014[1]

### Anthologies
- Jean-Luc Steinmetz, La France frénétique de 1830 : Choix de textes, Paris, Phébus, 1978, 560 p. (ISBN 978-2-85940-015-6), p. 511-514

### Critique et analyse
- André Breton, Anthologie de l'humour noir, Paris, Jean-Jacques Pauvert, 1939, réed.1979, 416 p. (ISBN 978-2-7202-0184-4), p. 117-125.
- Maurice Toesca, Un homme heureux : Mémoires de Xavier Forneret, prince de l’humour noir, Paris, Albin Michel, 1984
- (en) Wendy Greenberg, Xavier Forneret’s visionary maxims, Paris, Francofonia, n° 18, Primavera Les Cahiers du sud, numéro spécial « Les Petits Romantiques français », 1990, p. 93-100
- Willy-Paul Romain, Xavier Forneret, visionnaire incertain, avant-propos pour les Œuvres, Paris, Arcanes, coll. « Humour noir », 1952, p. 4-15.